# مگنولیا (ایلینوی)
مگنولیا (به انگلیسی: Magnolia) یک روستا (ایالات متحده آمریکا) در ایالات متحده آمریکا است که در شهرستان پاتنم، ایلینوی واقع شده‌است. مگنولیا ۰٫۸۱ کیلومتر مربع مساحت و ۲۵۶ نفر جمعیت دارد و ۲۰۱٫۴۸ متر بالاتر از سطح دریا واقع شده‌است.